# 网新锚参
网新锚参（学名：Synaptula reticulata）为锚参科新锚参属的动物。分布于菲律宾、印度尼西亚、澳大利亚以及中国大陆的海南等地，多见于珊瑚礁内。该物种的模式产地在菲律宾群岛。